# جوك فيرغسون (سياسي)
جوك فيرغسون (بالإنجليزية: Jock Ferguson)‏ هو سياسي أسترالي، ولد في 15 يناير 1946 في غلاسكو في المملكة المتحدة، وتوفي في 13 فبراير 2010 في برث في أستراليا بسبب نوبة قلبية. حزبياً، نشط في حزب العمال الأسترالي.